# Samuel Lenz

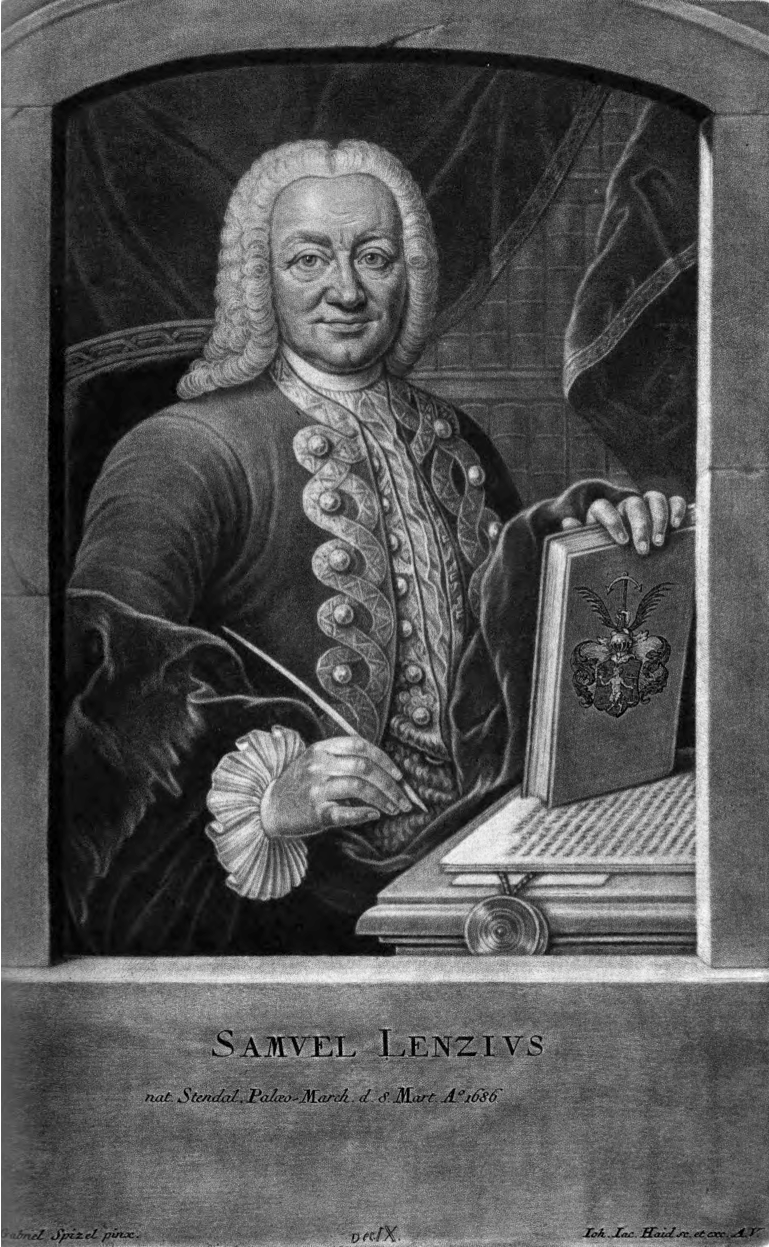
Samuel Lenz

Samuel Lenz (* 8. März 1686 in Stendal; † 14. Mai 1776 in Halle) war ein deutscher Historiker, Rechtswissenschaftler und Hochschullehrer.

## Leben
Lenz besuchte zunächst ab 1702 das Martineum in Braunschweig, bevor er 1705 an die Universität Helmstedt, dann 1707 an die Universität Jena ging. 1708 wurde er Lehrer für Mathematik in Liegnitz in Schlesien. Von dort aus ging er nach Breslau. In Breslau konnte er die Bibliotheken benutzen und wurde Hofmeister des Grafen zu Stolberg, 1712 sein Kabinetts-, Regierungs- und Kammersekretär. 1713 war er in Berlin. Dort wurde er Hofmeister zweier Adeliger und ging mit diesen nach Halle. Ab 1719 war er schließlich in Petersberg im Saalkreis tätig.
Lenz lehrte ab 1722 an der Landesuniversität Zerbst Geographie. Ab 1723 war er zudem als Advokat tätig. 1730 ernannte ihn die verwitwete Fürstin Gisela Agnes von Anhalt-Köthen zu ihrem Hof-, Regierungs- und Wittumsrat. Trotz der Aufnahme dieser Ämter konnte er weiter in Zerbst tätig sein.
Nachdem er 1739 das Rittergut Riede bei Petersberg erbte, ließ er sich 1740 in den Ruhestand versetzen und zog nach Halle. In der Folgezeit begann seine fruchtbarste schriftstellerische Tätigkeit.

## Publikationen (Auswahl)
- Anweisung zu einer Chronicke der Alt-Märckischen Haupt-Stadt Stendal, so viel sich davon in gedruckten und ungedruckten Schrifften gefunden hat. Johann Andreas Bauer, Halle 1747.
- S. Lentzens Diplomatische Stifts- und Landes-Historie von Halberstadt und angraenzenden Oertern .... Johann Andreas Bauer, Halle 1749.
- Diplomatische Stifts-Historie von Brandenburg. Johann Andreas Bauer, Halle 1750 (Google-Books)
- Marg-Gräflich-Brandenburgische und andre in die Märckische Historie einschlagende bisher ungedruckt gewesene Uhrkunden, von Albrecht dem Bären an biß auf die Hohenzollerischen Zeiten mit Historischen, Genealogischen, Chronologischen und Topographischen Erläuterungen., 2 Bände, Halle 1753 und 1754.
- Samuelis Lentzii Becmannvs Envcleatvs, Svppletvs Et Continvatvs, Oder: Historisch-Genealogische Fürstellung des Hochfürstlichen Hauses Anhalt Und der davon abstammenden Marggrafen zu Brandenburg, Herzoge zu Sachsen, und Sachsen-Lauenburg : Mit vielen Kupfern. Cöthen und Dessau 1757.